# Jake Owen
Joshua Ryan "Jake" Owen (né le 28 août 1981 à Vero Beach, en Floride) est un artiste américain de musique country. Signé chez RCA Records Nashville en 2005, Owen a sorti son premier album Startin cette année-là. Cet album produit trois singles (Yee Haw, Startin 'With Me et Something About a Woman), qui a atteint la vingtième place sur le Top Billboard Hot Country Songs. En 2009, il sort un deuxième album, Easy Does It, dont seront extraits trois singles (Don't Think I Can't Love You, Eight Second Ride et Tell Me).

## Biographie
Joshua Ryan Owen et son frère jumeau Jarrod sont nés à Vero Beach, en Floride, le 28 août 1981. Les deux frères pratiquent régulièrement de nombreux sports. Jake se spécialise dans le golf et commence une carrière de golfeur professionnel, remportant son premier tournoi de golf à l'âge de quinze ans. Son frère quant à lui pratique le tennis. Étudiants à la Owen Florida State University, les frères jumeaux pratiquent également du ski nautique jusqu'au jour où Jake a un accident qui lui fera subir de la chirurgie réparatrice et l'obligera à quitter les compétitions de golf. Dans un état proche de la dépression, Jake emprunte alors une guitare et commence seul à apprendre à en jouer. Après avoir vu un guitariste jouer dans un bar sur le campus, Owen demande au propriétaire du bar la permission de se produire. Finalement, Owen devient un habitué du bar. Il déménage ensuite à Nashville, Tennessee, où son premier arrêt sera dans une banque où il ouvre un compte d'épargne. Il s'y présente en tant que chanteur et compositeur. La guichetière lui demanda alors s'il avait des enregistrements disponibles. Owen lui donna un CD de ses chansons, qu'elle envoya à la maison de disques Warner/Chappell Music.

### Carrière musicale
Bien que Warner/Chappell ne lui fasse pas signer de contrat, Owen rencontré finalement le producteur de disques et compositeur Jimmy Ritchey. Avec le compositeur Chuck Jones, ils écrivent une chanson intitulée Ghosts, qu'ils destinent à Kenny Chesney. Ce dernier n'enregistre finalement pas ce titre bien que la chanson ait attirée l'attention de Sony BMG. En 2005, il signe chez RCA Records Nashville. Owen change son nom sur les conseils de la maison de disques et devient Jack, de manière à éviter toute confusion avec Josh Turner et Josh Gracin.

### Startin' with Me
Au début de 2006, Owen sort son premier single, intitulé Yee Haw. Cette chanson, qui a culminé à seizième place sur le Billboard Hot Country Songs, a servi de lead-off de son premier album, Startin' with Me.
Sorti le 25 juillet 2006, l'album comporte 11 titres, tous coécrits par Owen et son producteur. Parmi eux se trouve l'enregistrement d'Owen de la chanson Ghosts, ainsi qu'un duo avec Randy Owen (anciennement le chanteur du groupe Alabama), intitulé You Can Thank Dixie. Jake Owen participa ensuite aux premières parties des concerts d'artistes tels que Brad Paisley et Carrie Underwood sur leurs tournées.
La chanson homonyme qui sortit en single a passé plus de 35 semaines sur le classement Billboard et a atteint la sixième place. En 2007, il part en tournée avec Alan Jackson et Brooks & Dunn. Le troisième single Something About a Woman sort à la fin 2007. En septembre 2007, lui et le quatuor Little Big Town se joignent à la tournée du duo country Sugarland.

### Easy Does It
Owen sort son deuxième album studio, Easy Does It, le 24 février 2009. L'album débute directement à la deuxième place du Billboard Top Albums country et treizième sur le Billboard 200. Le premier singe de l'album, Don't Think I Can't Love You devient son premier titre a entrer dans le Top 5 country et se place même à la deuxième place du Hot Country Songs en avril 2009. Le second single Eight Second Ride, une chanson écrite à l'origine pour l'album Startin' with Me' et finalement enregistré sur le deuxième album. La chanson fait ses débuts à la cinquante-septième place sur le Hot Country Songs en juin 2009 et a atteint la onzième place en janvier 2010. Le troisième single de l'album sera le titre Tell Me.

## Discographie

### Albums studio
| Année | Détails                                                                         | Meilleures positions | Meilleures positions |
| Année | Détails                                                                         | US Country           | US                   |
| ----- | ------------------------------------------------------------------------------- | -------------------- | -------------------- |
| 2006  | Startin' with Me - Date de sortie : 25 juillet 2006 - Label: RCA Nashville      | 8                    | 31                   |
| 2009  | Easy Does It - Date de sortie : 24 février 2009 - Label: RCA Nashville          | 2                    | 13                   |
| 2011  | Barefoot Blue Jean Night - Date de sortie : 30 août 2011 - Label: RCA Nashville | -                    | -                    |

### Singles
| 2006                                          | "Yee Haw"                      | 16 | 83  | Startin' with Me         |
| 2006                                          | "Startin' with Me"             | 6  | 83  | Startin' with Me         |
| 2007                                          | "Something About a Woman"      | 15 | 104 | Startin' with Me         |
| 2008                                          | "Don't Think I Can't Love You" | 2  | 57  | Easy Does It             |
| 2009                                          | "Eight Second Ride"            | 11 | 70  | Easy Does It             |
| 2010                                          | "Tell Me"                      | 35 | —   | Easy Does It             |
| 2011                                          | "Barefoot Blue Jean Night"     | 12 | 38  | Barefoot Blue Jean Night |
| "—" signifie que le titre ne s'est pas classé |                                |    |     |                          |

### Autres titres
| Année | Single                                                        | Meilleures positions | Meilleures positions | Meilleures positions | Album                                   |
| Année | Single                                                        | US Country           | US                   | CAN                  | Album                                   |
| ----- | ------------------------------------------------------------- | -------------------- | -------------------- | -------------------- | --------------------------------------- |
| 2008  | "Life in a Northern Town" (avec Sugarland et Little Big Town) | 28                   | 43                   | 53                   | Love on the Inside (Album de Sugarland) |

## Récompense
En 2008, il est récompensé par l'Academy of Country Music du prix de la meilleure révélation masculine.